# Mac OS X v10.2
Mac OS X version 10.2 "Jaguar" var den tredje riktiga releasen av Apples operativsystem Mac OS. Operativsystemet lanserades den 24 augusti 2002 och kostade 129 USD eller 199 USD för familjepaketet som tillät att man installerade operativsystemet på fem olika datorer i hushållet. Mottagandet av macintoshanvändare var varmt då det hade gjorts tydliga förbättringar på operativsystemets stabilitet, hastighet och de program som följde med Mac OS X 10.2. Kritiker menade dock att operativsystemet fortfarande var för långsamt och att det fortfarande kändes en aning omoget.
Mac OS X ”Jaguar” var det första operativsystemet i Mac OS X serien som Apple valde att använda kodnamn för i reklam och övrig marknadsföring. Att använda sig av kodnamn för operativsystemen är något som Apple än idag fortsätter med.

## Systemkrav
- Datorer som stöds – Power Mac G3, G4, tidiga Power Mac G5, iMac, eMac, PowerBook G3 och G4 eller iBook
- Krav på internminne – 128 megabytes men det rekommenderades att man hade 256 eller 512 MB i internminne. I de sista versionerna av Mac OS X v. 10.2 kunde internminnet som bara användes av operativsystemet uppgå till 200 MB.
- Processortyp – PowerPC G3, G4 eller G5.

## Finesser
- Ökat stöd för Microsoft Windows nätverk – Nya Windows delnings protokoll, nya Samba verktyg och nya protokoll för skrivare.
- Quartz Extreme – En teknik som gör att man i första hand belastar processorn på grafikkortet för att rita upp fönster istället för att använda datorns processor.
- Ett adaptivt e-post spam filter
- Ett kontaktregister som är integrerat med hela systemet – Tack vare den nya Adressboken.
- Rendezvous (kallas nu för Bonjour) nätverk – Apples implementation av ett öppet IETF protokoll som gör att nätverksenheter kan upptäcka varandra. Till exempel används denna teknik i Itunes för att kunna spela upp musik som finns på en annan dator i nätverket.
- Ichat – Ett direktmeddelandeprogram från Apple som utöver .mac även hade stöd för America Online konton.
- Förbättringar i Finder – En sökruta finns nu med i varje fönster som öppnas i Finder.
- Ett dussintal nya Apple Universal Access funktioner
- Sherlock 3
- Ökad hastighet – Hastigheten genom hela systemet hade förbättrats.
- Inkwell – Ett program för att kunna känna igen handskriven text.
- Common Unix Printing System – se CUPS.

## Kritik
Även om de flesta kritiker var överens om att Jaguar var ett bra steg i rätt riktning mot ett färdigställt Mac OS X, kritiserades Apple ändå för att inte ha lagt ner tillräckligt med tid på att dels ta bort störande missar i gränssnittet såväl som att användarvänligheten i gränssnittet fortfarande inte riktigt var tillfredsställande. Trots introduktionen av Quartz Extreme fick Apple fortfarande kritik för att systemet var långsamt om man jämförde med Mac OS 9.